# Bajío

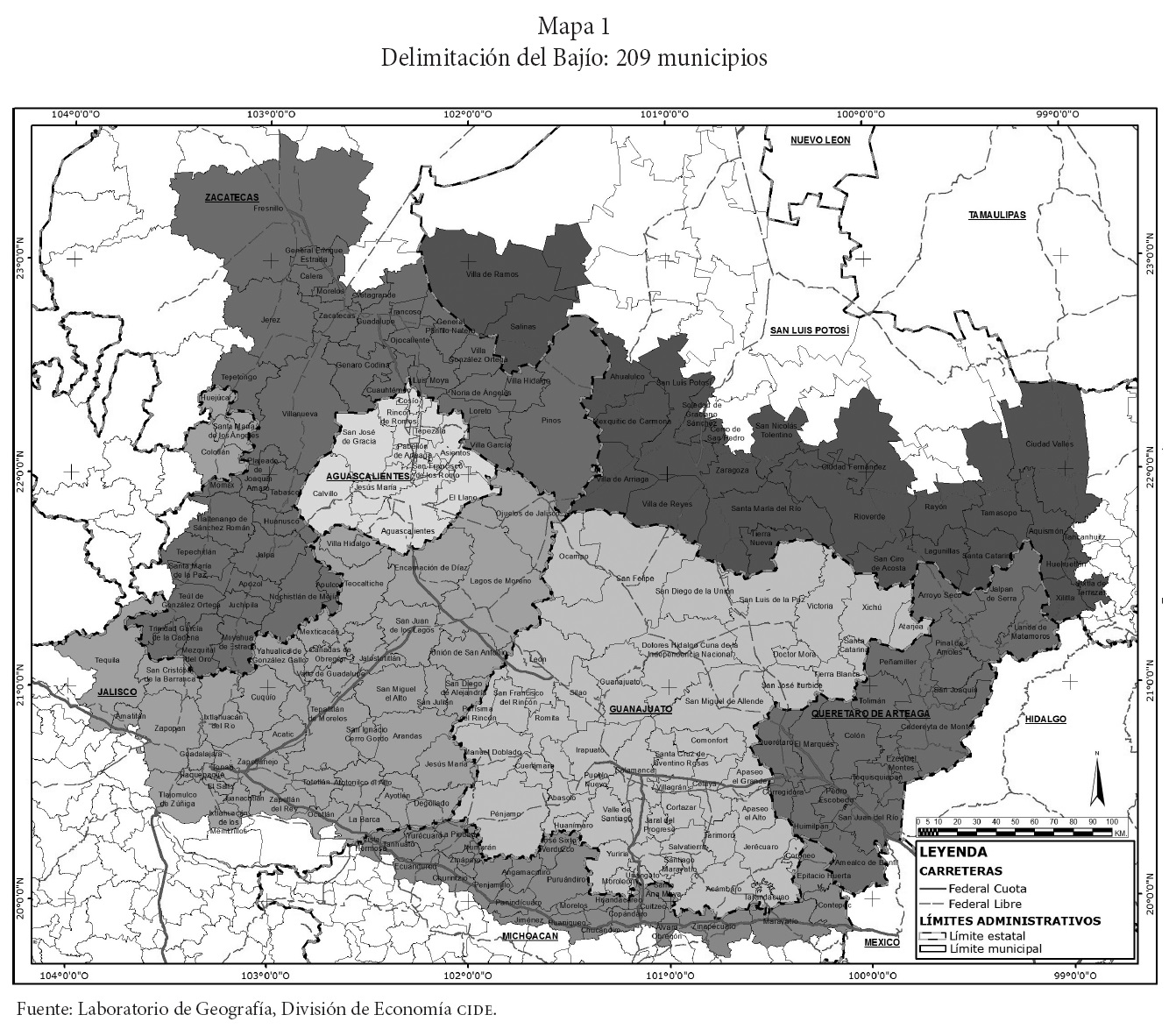
Carte en espagnol montrant les limites du Bajío, ainsi que les municipalités qui le composent.

Le Bajío (« plaines ») est une région du centre du Mexique qui comprend des parties des États de Guanajuato, de Querétaro, d'Aguascalientes et de Jalisco.
Les plus grandes villes du Bajio sont León, Santiago de Querétaro et Aguascalientes.